# テイラー・ロートナー
テイラー・ダニエル・ロートナー（Taylor Daniel Lautner, 1992年2月11日 - ）は、アメリカ合衆国の俳優。

## 生い立ち
ミシガン州グランドラピッズ出身。父親のダニエルはパイロット、母親のデボラはソフトウェア開発会社勤務。妹（マケーナ）がいる。オランダ人、フランス人、ドイツ人の血を引き、わずかにネイティブ・アメリカンの血を引いている。
6歳から空手を学び、8歳で世界空手チャンピオンに数度輝くマイク・チャットの弟子入りを許され、その後世界空手連盟のアメリカ代表となる。金メダルを3つ獲得し、組手と防具付きで世界ジュニアチャンピオンになった。その後も武道のトーナメントで活躍し、2003年、11歳の時にNASKA's Black Belt Open Formsの数部門で世界ランク1位になり、12歳の時にジュニア世界選手権に出場。
7歳の時に、武道の師からロサンゼルスで流れるバーガーキングのコマーシャルのオーディションに出るように勧められ、それがきっかけとなって役者にも目覚めた。10歳の時、オーディションがいくつも受けられるよう、家族はロサンゼルスへの移住を決意した。
仕事以外の時間は、アメフトや野球などを楽しむ。ヒップホップのダンスチーム、LAヒップキッズのメンバーでもある。

## キャリア
2001年にテレビ映画『Shadow Fury』でデビュー。テレビコマーシャルにも出演。『バーニー・マック・ショー』などいくつかのテレビシリーズに出演したり、声優としてアニメ『Danny Phantom』（2005年）の少年役に出演のほか、『What's New Scooby-Do?』（2005年）と『He's a Bully, Charlie Brown』（2006年）にゲスト出演した。
映画では2005年公開の『シャークボーイ&マグマガール 3-D』でシャークボーイ役に選ばれ、注目を集める。2008年よりステファニー・メイヤー原作の『トワイライト』シリーズではジェイコブ・ブラック役で活躍。この作品に出演したことで有名となり、シリーズ5作全てに出演し、多くのファンを得た。

## 私生活
映画『バレンタインデー』で共演したテイラー・スウィフトや、歌手のセレーナ・ゴメスとの交際が報道された時もあった。
2010年、米『Us Weekly』によると映画『ミッシング ID』で共演した若手女優でミュージシャンのフィル・コリンズの娘であるリリー・コリンズと交際していることがわかったが、2011年に破局している。
2021年11月、ガールフレンドのテイラー・ドームと婚約したことを自身のInstagramで公表した。
婚約からちょうど1年が経った2022年11月11日（現地時間）、テイラー・ロートナーと婚約者のテイ・ドームは結婚。カリフォルニア州テンプルトンのワイナリーにて、家族や親しい友人など約100人のゲストに見守られ、丘の上で永遠の愛を誓い合った。

### 資産・金銭
2010年7月、『ニューヨーク・マガジン』によると、映画『トワイライト』シリーズで一躍トップスターになったテイラーだが、その出演料も破格の額に上がっているという。テイラーはトワイライトの最終章の『The Twilight Saga:Breaking Dawn - Part 1』と『The Twilight Saga:Breaking Dawn - Part 2』の2部作でそれぞれ2500万ドル（日本円で約22億5000万円）の出演料が約束されており、作品がヒットすればさらにプラス1600万ドル（日本円で約14億4000万円）を手にすることになるという。ハリウッドにおいて2000万ドル以上の出演料を手にする俳優は「Aリスト俳優」と呼ばれており、ウィル・スミスやトム・クルーズなどの一握りの人物に限られており、若手俳優としては異例である。
2010年、主演した映画『Stretch Armstrong』のギャラが750万ドル（日本円で約6億2250万円）で『2010年、最も出演料の高いティーン俳優』になった。
2010年9月、WENNによると、映画『ミッシング ID』の撮影で使用するために注文した控え室用のトレーラーが注文したレベルに達していなかったとしてトレーラー会社のマクマンズRV社に対し、訴訟を起こしたという。この訴えに対し、マクマンズRV社は全面的に非を認め、テイラーに示談金として4万ドル（日本円で約340万円）を支払ったが、テイラーはこの示談金をチャリティーに寄付することを弁護士を通じて発表した。テイラーの弁護士は「テイラーはマクマンズRV社からの示談金を以前から支援してきた子供のためのチャリティー団体ロリポップ・シアター・ネットワークに寄付します」とコメントしている。
2011年1月、米Deadlineによると2011年は大手スタジオが2つの大プロジェクトをテイラーに用意しているという。その1つが映画『Incarceron』の主演で1000万ドル（日本円で約8億3000万円）の出演料が支払われているという。ハリウッドにおいて1000万ドル以上のギャラを手に入れるのは一部の俳優のみであるため、若手でこのギャラに到達したのは異例である。
2011年2月、『ヴァニティ・フェア』誌が「2010年にハリウッドで最も稼いだ人たち」のランキングを発表し、テイラーはギャラが推定で3350万ドル（日本円で約27億4,700万円）となり、9位にランクインした。『ヴァニティ・フェア』誌の編集者は「彼はおそらくティーンのスターの中では一番の高額取りでしょう。映画『トワイライト』シリーズの一作目のギャラは大したことはありませんでしたが、映画が大成功をしたため、エージェントたちが契約の見直しをせまり、テイラーは特にギャラアップがすごかったようです」とコメントしている。

## 主な出演作品

### 映画
| 公開年 | 邦題 原題                                                                                | 役名                         | 備考                  | 吹き替え   |
| ------ | ---------------------------------------------------------------------------------------- | ---------------------------- | --------------------- | ---------- |
| 2001   | シャドー・フューリー Shadow Fury                                                         | キスメット（子供時代）       |                       |            |
| 2005   | シャークボーイ&マグマガール 3-D The Adventures of Sharkboy and Lavagirl 3-D              | シャークボーイ               |                       | 内山昂輝   |
| 2005   | 12人のパパ2 Cheaper by the Dozen 2                                                       | エリオット                   |                       |            |
| 2008   | トワイライト〜初恋〜 Twilight                                                            | ジェイコブ・ブラック         |                       | 細谷佳正   |
| 2009   | ニュームーン/トワイライト・サーガ New Moon                                               | ジェイコブ・ブラック         |                       | 細谷佳正   |
| 2010   | バレンタインデー Valentine's Day                                                         | ウィリー・ハリントン         |                       | 相原嵩明   |
| 2010   | エクリプス/トワイライト・サーガ The Twilight Saga:Eclipse, Eclipse                       | ジェイコブ・ブラック         |                       | 細谷佳正   |
| 2011   | ミッシング ID Abduction                                                                  | ネイサン・ハーパー           |                       | 細谷佳正   |
| 2011   | トワイライト・サーガ/ブレイキング・ドーン Part1 The Twilight Saga:Breaking Dawn - Part 1 | ジェイコブ・ブラック         |                       | 細谷佳正   |
| 2012   | トワイライト・サーガ/ブレイキング・ドーン Part2 The Twilight Saga:Breaking Dawn - Part 2 | ジェイコブ・ブラック         |                       | 細谷佳正   |
| 2013   | アダルトボーイズ遊遊白書 Grown Ups 2                                                     | アンディ                     |                       |            |
| 2015   | アンリミテッド Tracers                                                                   | カム                         |                       | 加瀬康之   |
| 2015   | リディキュラス・シックス The Ridiculous 6                                                | リル・ピート・ストックバーン | Netflixオリジナル映画 | 佐藤せつじ |
| 2016   | Run the Tide                                                                             | Reymund Hightower            |                       |            |
| 2022   | ホーム・チーム Home Team                                                                 | トロイ・ランバート           | Netflixオリジナル映画 | 寸石和弘   |

### テレビ
| 放映年    | 邦題 原題                            | 役名                                        | 備考                                                                             | 吹き替え |
| --------- | ------------------------------------ | ------------------------------------------- | -------------------------------------------------------------------------------- | -------- |
| 2003-2004 | The Bernie Mac Show                  | アーロン                                    | 第2シーズン第11話「Bernie Mac Rope-a-Dope」 第4シーズン第3話「Being Bernie Mac」 | N/A      |
| 2005      | ダック・ドジャース Duck Dodgers      | Terrible Obnoxious Boy / Reggie Wasserstein | 声の出演 計2話出演                                                               |          |
| 2014-2018 | Cuckoo クックー Cuckoo               | デール・アッシュブリック・Jr.               | 計20話出演                                                                       |          |
| 2016      | スクリーム・クイーンズ Scream Queens | キャシディ・カスケード                      | 計10話出演                                                                       | 下川涼   |